# Facultad de Comunicación y Documentación (Universidad de Granada)
La Facultad de Comunicación y Documentación de Granada es un centro docente universitario perteneciente a la Universidad de Granada, dedicado a la docencia e investigación de los estudios relacionados con las ciencias de la información y de la comunicación.
Está situada en el ala oeste del Edificio del Colegio Máximo, en el Campus de Cartuja, ocupando el ala este del mismo edificio la Facultad de Odontología.

## Historia
En el año 1982, la Universidad de Granada solicitó la creación de una Escuela Universitaria adscrita, la cual aprobó el Ministerio de Educación el mismo año, nombrándose en aquella época Escuela Universitaria de Biblioteconomía y Documentación. Un año más tarde, se aprobó el plan de estudios y se ofertaron las primeras plazas en esta titulación. En un primer momento, las clases se impartieron en el Palacio de las Columnas, en la Calle Puentezuelas, actual sede de la Facultad de Traducción e Interpretación.
En el año 1986 se produjo el traslado de la Escuela al edificio del Colegio Máximo Cartuja. Con la entrada del nuevo plan Europeo Universitario en 2010 y la inclusión del Grado en Comunicación Audiovisual a la oferta docente, la facultad finalmente cambió su nombre anterior, Facultad de Biblioteconomía y Documentación, por el actual.

## Docencia
Como centro dependiente de la Universidad de Granada, sus enseñanzas están adaptadas al Espacio Europeo de Educación Superior, impartiendo actualmente los siguientes estudios oficiales:
- Grado en Comunicación Audiovisual
- Grado en Información y Documentación
- Máster Universitario en Nuevos Medios Interactivos y Periodismo Multimedia
- Máster en Información y Comunicación Científica

## Instalaciones y Servicios

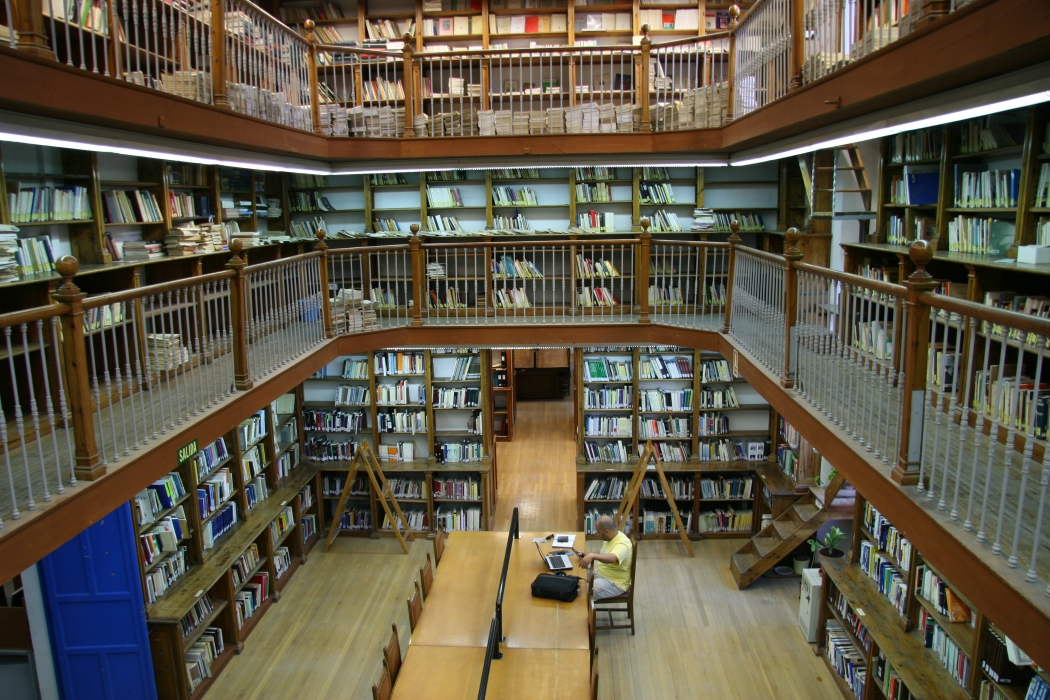
Biblioteca universitaria de la Facultad de Comunicación y Documentación

La Facultad de Comunicación y Documentación se asienta en el Colegio Máximo Cartuja, compartiendo algunos servicios con la Facultad de Odontología. El edificio cuenta, además de las aulas docentes en las que se imparten las clases magistrales y los despachos departamentales, con diversos servicios propios para la actividad de la facultad, como una gran Biblioteca Universitaria de tres alturas, un plató de televisión, una sala de montaje audiovisual y mezclas y un estudio de radio.
Complementan los servicios de la facultad el servicio de reprografía y fotocopias, los despachos decanales y administrativos, una cafetería y varios puntos de información al estudiante y secretaría.

## Departamentos docentes
La Facultad de Comunicación y Documentación es la sede principal del Departamento de Información y Comunicación de la Universidad de Granada, que imparte clase en este y en otros centros. Así mismo, existen otros departamentos que a pesar de tener su sede en otras facultades de la universidad, también tienen actividad docente en determinadas asignaturas impartidas en la facultad. Concretamente los siguientes departamentos tienen actividad en la Facultad de Comunicación y Documentación:
- Con sede en Facultad de Medicina.

- Departamento de Anatomía Patológica e Historia de la Ciencia.

- Con sede en Facultad de Ciencias Políticas y Sociología.

- Departamento de Ciencias Política y de la Administración.
- Departamento de Sociología.

- Con sede en Escuela Técnica Superior de Ingenierías Informática y de Telecomunicación.

- Departamento de Ciencias de la Computación e Inteligencia Artificial.
- Departamento de Lenguajes y Sistemas Informáticos.

- Con sede en Facultad de Ciencias Económicas y Empresariales.

- Departamento de Comercialización e Investigación de Mercados.
- Departamento de Organización de Empresas.

- Con sede en Facultad de Derecho.

- Departamento de Derecho Administrativo.
- Departamento de Derecho Civil.
- Departamento de Derecho Constitucional.

- Con sede en Facultad de Bellas Artes.

- Departamento de Dibujo.
- Departamento de Escultura.

- Con sede en Facultad de Ciencias de la Educación.

- Departamento de Didáctica de la Expresión Musical, Plástica y Corporal.

- Con sede en Facultad de Ciencias.

- Departamento de Estadística e Investigación Operativa.
- Departamento de Filología Inglesa.
- Departamento de Historia Contemporánea.
- Departamento de Historia del Arte y Música
- Departamento de Historia Medieval y Ciencias Técnicas Historiográficas.
- Departamento de Lengua Española.
- Departamento de Lingüística General y Teoría de la Literatura.

- Con sede en Facultad de Psicología.

- Departamento de Psicología Social y Metodología de las Ciencias de la Comunicación.